# 중흥초등학교
중흥초등학교는 대한민국 경기도 부천시 원미구에 있는 공립 초등학교이다.

## 학교 연혁
- 1992. 03. 21 중흥국민학교 설립 인가
- 1993. 03. 01 초대 이명성 교장선생님 취임
- 1993. 04. 01 중흥국민학교 개교(12학급)
- 1996. 03. 01 중흥초등학교 학교명 개명
- 2002. 06. 30 시청각실 준공
- 2004. 10. 19 전자도서관 개관
- 2006. 03. 01 경기도교육청 지정 예절체험학습장 운영(2006.3.~2009.2.)
- 2006. 12. 22 제1과학실 현대화
- 2007. 02. 05 제2컴퓨터실 개관
- 2008. 09. 18 돌봄교실 설치
- 2009. 02. 09 급식시설 현대화
- 2009. 03. 01 경기도교육청 지정 녹색성장교육 시범학교 운영(2009.3.~2011.2.)
- 2011. 03. 01 경기도교육청 지정 예절체험학습장 운영(2011.3~2012.2)
- 2012. 03. 01 NTTP 배움과 실천 공동체 운영
- 2013. 02. 15 제20회 졸업(176명) 총 5,121명
- 2013. 03. 01 제7대 양득일 교장선생님 취임
- 2013. 03. 01 NTTP 배움과 실천 공동체 운영
- 2014. 02. 14 제21회 졸업(147명) 총 5,268명
- 2014. 03. 01 30학급 편성
- 2015. 02. 13 제22회 졸업(147명) 총 5,415명
- 2015. 03. 01 경기도교육청 혁신학교 지정(2015.3.~2019.2.)
- 2015. 03. 01 34학급 편성

## 참고 자료
- 중흥초등학교 - 한국교육학술정보원 학교알리미